# ذلاح (النادرة)

تعديل مصدري - تعديل

ذلاح محلة تابعة لقرية الخشعة، التابعة لعزلة ظلم بمديرية النادرة إحدى مديريات محافظة إب في الجمهورية اليمنية، بلغ تعداد سكانها 393 حسب تعداد اليمن لعام 2004.